# Nationalmuseets Klunkehjem
Klunkehjemmet är ett intakt bevarat högborgerligt hem beläget i Köpenhamn som idag visas som museum. 

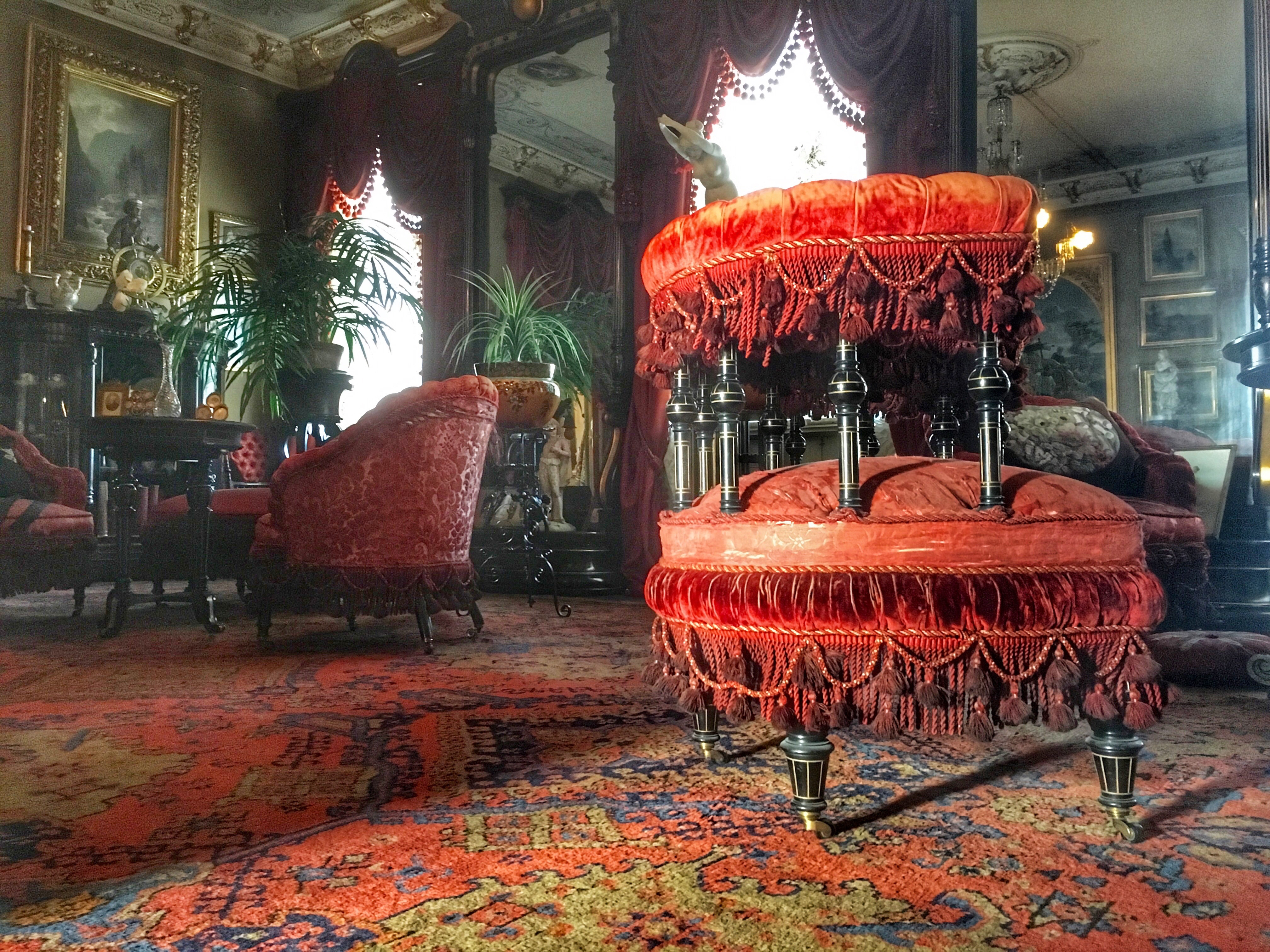
Salongen i klunkehjemmet

Egendomen är byggd 1850 och ombyggd 1886 av ägaren grosshandlaren Rudolph Christensen (1849-1925) som tillsammans med sin familj bebodde och inredde den bevarade praktvåningen tre trappor upp. Våningen, som stod färdig år 1890, består av tio rum och kök och är nordens bäst bevarade miljö i tapetserarstil "klunkestil". Redan från början fanns badrum och vattenklosett och 1893 installerades elektriskt ljus.
Anledningen till att den finns bevarad är att Christensens två döttrar förblev ogifta och bodde kvar i föräldrahemmet till deras frånfälle på 1960-talet.
Redan på 1940-talet upptäckte konsthistorikern Tove Clemensen det även då unika hemmet då hon i tidningar annonserat efter bröllopsklänningar och fått svar av systrarna Christensen som hade moderns klänning i behåll. Tove Clemensen förstod direkt värdet av den Christenseska våningen då hon besökte systrarna och påtalade därför för dem värdet av att bevara den. 
Clemensen utförde sedan noggranna dokumentationer eftersom ingen trodde att det fanns resurser till att upprätta ett museum, men efter övertalning från museet testamenterade systrarna våningen till det närbelägna Nationalmuseet. Eftersom egendomen idag (2006) fortfarande är i samma familjs ägo kan det förhoppningsvis även i framtiden förbli museum.
Det som gör Klunkehjemmet unikt förutom den höga kvalitén på möbler och fast inredning är att även samtliga textilier på möbler, draperingar och mattor är intakta. Textilierna utgör det kanske viktigaste inslaget i det sena 1800-talets inredning men har sällan bevarats.

## Externa referenser
- Om klunkehjemmet på Nationalmuseets hemsida